# 5. Division (Japanisches Kaiserreich)
Die 5. Division (jap. 第5師団, Dai-go shidan) war eine Division des Kaiserlich Japanischen Heeres, die von 1888 bis 1945 bestand. Ihr Tsūshōgō-Code (militärischer Tarnname) war Karpfen-Division (鯉兵団, Koi-heidan) oder Koi 5171 bzw. Koi 5191.

## Allgemeine Daten
Die Ursprünge der 5. Division gehen auf die in der Hiroshima-Garnison stationierten Truppen zurück. Auf Empfehlung des preußischen Militärberaters Jakob Meckel wurden aus den seit 1871 bestehenden sechs regionalen Kommandos die ersten sechs Divisionen gebildet. Die Division wurde am 14. Mai 1888 in Hiroshima aktiviert und umfasste ca. 15.000 Mann. Sie kämpfte im Laufe ihrer Einsatzgeschichte im Ersten und Zweiten Japanisch-Chinesischen Krieg, dem Russisch-Japanischen Krieg und dem Pazifikkrieg. Ihr letzter Standort war Seram (früher Ceram), der zweitgrößten Insel im Archipel der Molukken.

## Geschichte der Einheit

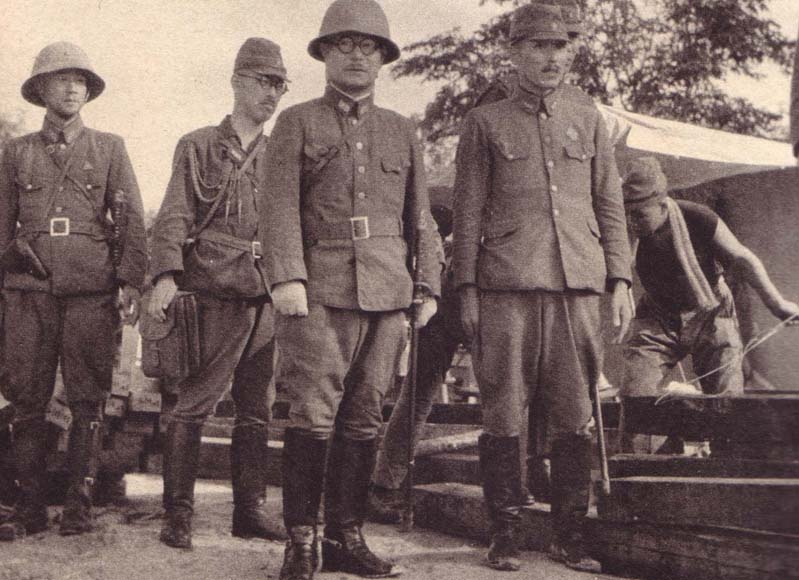
Generalleutnant Takuro Matsui, Befehlshaber der 5. Division, während der Schlacht um Singapur.

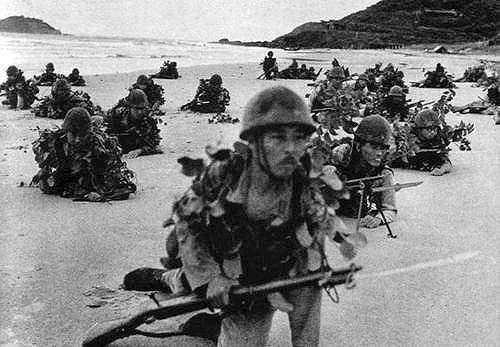
Anlandung der 5. Division während der Invasion Malayas.

Im Mai 1888 wurde sie als Karree-Division aus der 9. Brigade (11. und 41. Infanterie-Regiment) und 21. Brigade (21. und 42. Infanterie-Regiment), dem 5. Kavallerie-Regiment und dem 5. Artillerie-Regiment aufgestellt.
1895 nahm sie am Ersten Japanisch-Chinesischen Krieg teil.
1900 stellt sie unter dem Befehl von Generalleutnant Motoomi Yamaguchi das japanische Hauptkontingent bei der Niederschlagung des Boxeraufstandes.
Während des Russisch-Japanischen Krieges 1904–1905 unterstand sie anfangs der 2. Armee unter dem Kommando von Generalleutnant Ueda Arisawa und landete im Mai 1904 bei Pitzuwo, zirka 80 km nordöstlich von Port Arthur. Kurz darauf nahm sie an den Schlachten von  Te-li-ssu und Tashihchiao teil. Bei zuletzt genannter Schlacht hatte sie am ersten Tag der Schlacht nach Uedas Meinung ihre Pflicht versäumt, das an sie gesteckte Ziel zu erreichen. Deswegen bat Ueda seinen Oberbefehlshaber General Oku Yasukata um Erlaubnis, einen Nachtangriff ausführen zu dürfen. Der Bitte wurde entsprochen und in der Nacht auf den 25. Juli griff die 5. Division bei Mondschein die russischen Stellungen an. Drei Verteidigungslinien wurden erfolgreich überrannt und die Stellungen danach gehalten. Damit war der Nachtangriff mitausschlaggebend für den erfolgreichen Ausgang der Schlacht.
Ende Juli wurde die Division der 4. Armee zugeteilt und nahm an der Schlacht von Hsimucheng teil. Anschließend vereinigten sich 2. und 4. Armee, um an den Schlachten von Liaoyang und am Shaho teilzunehmen. Am 2. November 1904 übernahm Generalleutnant Kigoshi Yasutsuna die Division, die in der Folge wieder der 2. Armee unterstellt wurde, mit der sie an der Schlacht von Sandepu und der Schlacht von Mukden teilnahm.
Von 1918 bis 1922 war die 5. Division an der Sibirischen Intervention beteiligt. Sie war Teil der Entente-Mächte, die die Weiße Armee im Russischen Bürgerkrieg gegen die bolschewistische Rote Armee unterstützten. Im Zuge der Operation wurden alle Häfen und größeren Städte in der russischen Provinz Primorje und Ostsibirien besetzt. Angesichts des Rückzuges ihrer Alliierten und der hohen Kosten zogen sich die japanischen Soldaten im Oktober 1922 ebenfalls zurück.
Ab 1937 nahm die 5. Division am Zweiten Japanisch-Chinesischen Krieg teil. Sie war eine der drei Heimatdivisionen, deren Verlegung nach Nordchina im Juli 1937 den Beginn der Ausweitung der Kämpfe nach dem Zwischenfall an der Marco-Polo-Brücke vom 7. Juli markierte. Die Division nahm 1937 unter Itagaki Seishirō an der Schlacht um Peking-Tianjin, der Chahar-Operation und der Schlacht um Taiyuan teil. 1938 folgte die Teilnahme an der Schlacht um Xuzhou, bevor die Division nach Südchina verlegt wurde, um sich an der Operation gegen Kanton zu beteiligen.

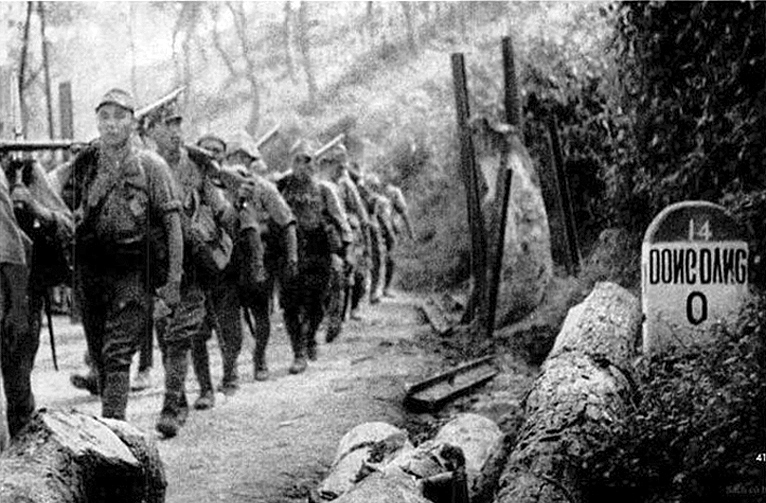
Soldaten der 5. Division während der japanischen Invasion Französisch-Indochinas bei Đồng Đăng, 1940

Ab 9. Februar 1940 war die Division der 22. Armee unterstellt und war primär mit Garnisonsdienst in der chinesischen Provinz Guangxi beauftragt. Am 22. September 1940 unterstützten Teile der 5. Division die Indochina-Expeditionsarmee bei ihrem Einmarsch im Norden Französisch-Indochinas, um die Versorgungslinien der Nationalchinesen abzuschneiden, die über die Bahnlinien aus der französischen Kolonie kommend versorgt wurden.

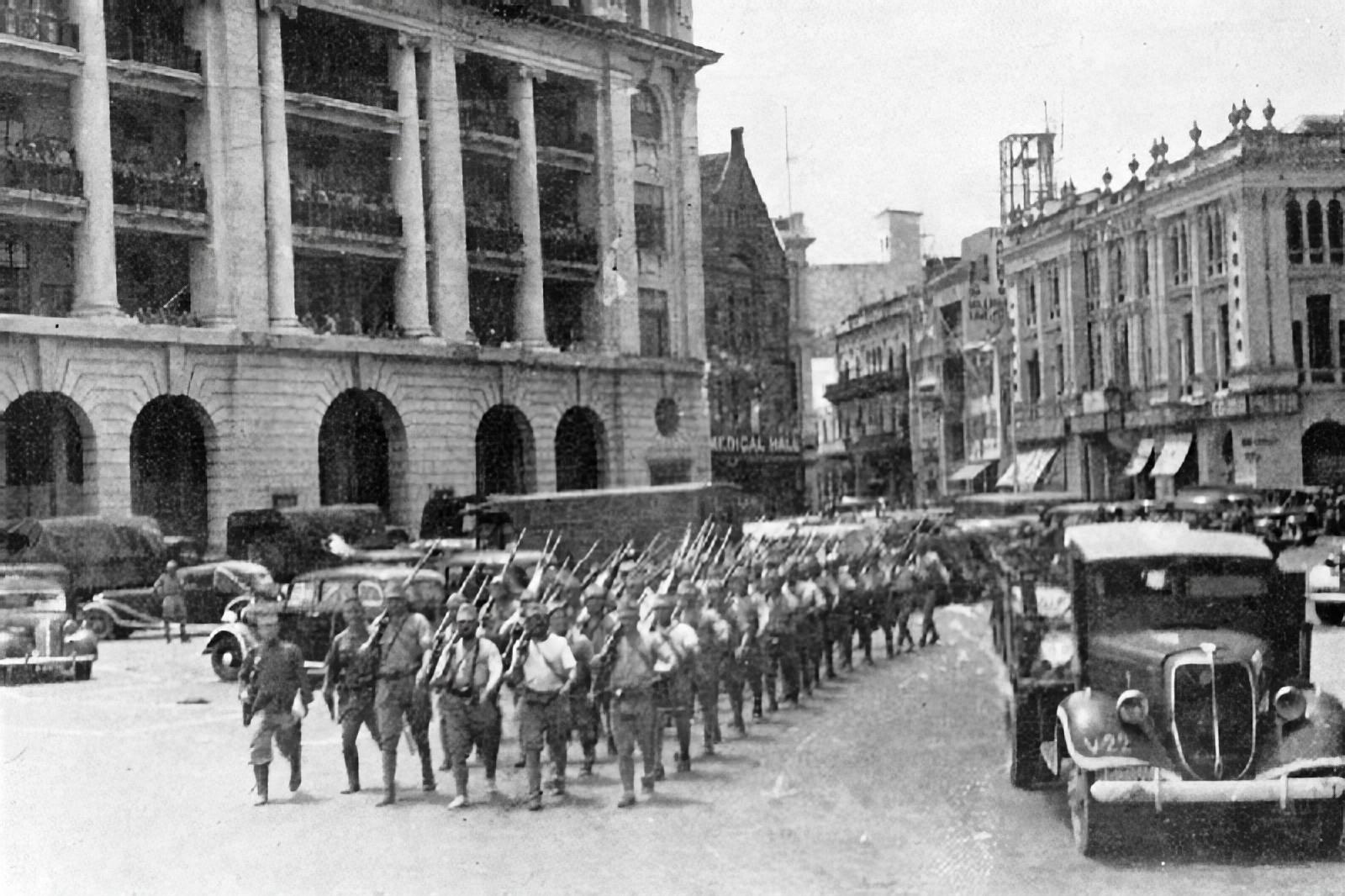
Siegreiche japanische Truppen marschieren in das Stadtzentrum Singapurs, Februar 1942.

Während des Pazifikkrieges war die 5. Division unter dem Befehl von Generalleutnant Takuro Matsui eine von drei japanischen Divisionen der 25. Armee, die an der japanischen Invasion der Malaiischen Halbinsel und der Schlacht um Singapur teilnahm, die zur größten Niederlage einer von britischen Offizieren geleiteten Streitmacht in der Geschichte führte. Über 80.000 britische, indische und australische Soldaten gingen in Kriegsgefangenschaft.
Am Ende des Pazifikkriegs war ihr letzter Standort auf Seram (früher Ceram), der zweitgrößten Insel im Archipel der Molukken, wo sie der 19. Armee unterstellt war.

## Gliederung

### 1888
- 9. Brigade
  - 11. Infanterie-Regiment
  - 41. Infanterie-Regiment
- 21. Brigade
  - 21. Infanterie-Regiment
  - 42. Infanterie-Regiment
- 5. Kavallerie-Regiment
- 5. Artillerie-Regiment
- 5. Pionier-Regiment
- 5. Transport-Regiment

### Zu Kriegsende 1945
- 11. Infanterie-Regiment
- 21. Infanterie-Regiment
- 42. Infanterie-Regiment
- 5. Feldartillerie-Regiment
- 5. Regiment für Spezialeinsätze
- 5. Pionier-Regiment
- 5. Transport-Regiment

## Führung
Divisionskommandeure
- Nozu Michitsura, Generalleutnant: 14. Mai 1888 – 29. November 1894
- Oku Yasukata, Generalleutnant: 29. November 1894 – 14. Oktober 1896
- Yamaguchi Motomi, Generalleutnant: 14. Oktober 1896 – 17. März 1904
- Ueda Arisawa, Generalleutnant: 17. März 1904 – 2. November 1904
- Kigoshi Yasutsuna, Generalleutnant: 2. November 1904 – 3. September 1909
- Otani Kikuzo, Generalleutnant: 3. September 1909 – 24. Mai 1915
- Ohara Den, Generalleutnant: 24. Mai 1915 – 6. August 1917
- Fukuda Miyabi, Generalleutnant: 6. August 1917 – 10. Oktober 1918
- Yamada Ryuichi, Generalleutnant: 10. Oktober 1918 – 8. März 1919
- Suzuki Shoroku, Generalleutnant: 18. März 1919 – 15. Juni 1921
- Yamada Rikutsuchi, Generalleutnant: 15. Juni 1921 – 6. August 1923
- Kishimoto Shika, Generalleutnant: 6. August 1923 – 28. Juli 1926
- Maki Tatsuyuki, Generalleutnant: 28. Juli 1926 – 10. August 1928
- Haraguchi Hatsutaro, Generalleutnant: 10. August 1928 – 1. August 1930
- Terauchi Hisaichi, Generalleutnant: 1. August 1930 – 9. Januar 1932
- Ninomiya Harushige, Generalleutnant: 9. Januar 1932 – 5. März 1934
- Koiso Kuniaki, Generalleutnant: 5. März 1934 – 2. Dezember 1935
- Hayashi Kei, Generalleutnant: 2. Dezember 1935 – 1. März 1937
- Itagaki Seishirō, Generalleutnant: 1. März 1937 – 25. Mai 1938
- Andō Rikichi, Generalleutnant: 25. Mai 1938 – 9. November 1938
- Hitoshi Imamura, Generalleutnant: 9. November 1938 – 9. März 1940
- Nakamura Akito, Generalleutnant: 9. März 1940 – 15. Oktober 1940
- Takuro Matsui, Generalleutnant: 15. Oktober 1940 – 11. Mai 1942
- Yamamoto Tsutomu, Generalleutnant: 11. Mai 1942 – 2. Oktober 1944
- Yamada Seiichi, Generalleutnant: 2. Oktober 1944 – 15. August 1945
- Kobori Kinjo, Generalmajor: 15. August 1945 – September 1945